# Olga Potaszowa
Olga Dmitrijewna Potaszowa (ros. Ольга Дмитриевна Поташова; ur. 26 czerwca 1976 w Poczdamie) – rosyjska siatkarka, była reprezentantka Rosji. Grała na pozycji środkowej bloku. Mierzy 204 cm.
Sukcesy:
- 2000 – Srebrny medal Igrzysk Olimpijskich z Sydney
- 2000 – Srebrny medal Grand Prix
- 2001 – Złoty medal Mistrzostw Europy z Bułgarii
- 2001 – Brązowy medal Grand Prix

## Odznaczenia
- Odznaczona tytułem Zasłużonego Mistrza Sportu.
- Order „Za zasługi dla Ojczyzny” II klasy (3 października 2009)